# Louisa Stevenson
Louisa Stevenson (15 de julio de 1835 - 13 de mayo de 1908) fue una activista escocesa a favor de la educación universitaria de las mujeres, el sufragio femenino y una enfermería eficaz y bien organizada.

## Familia

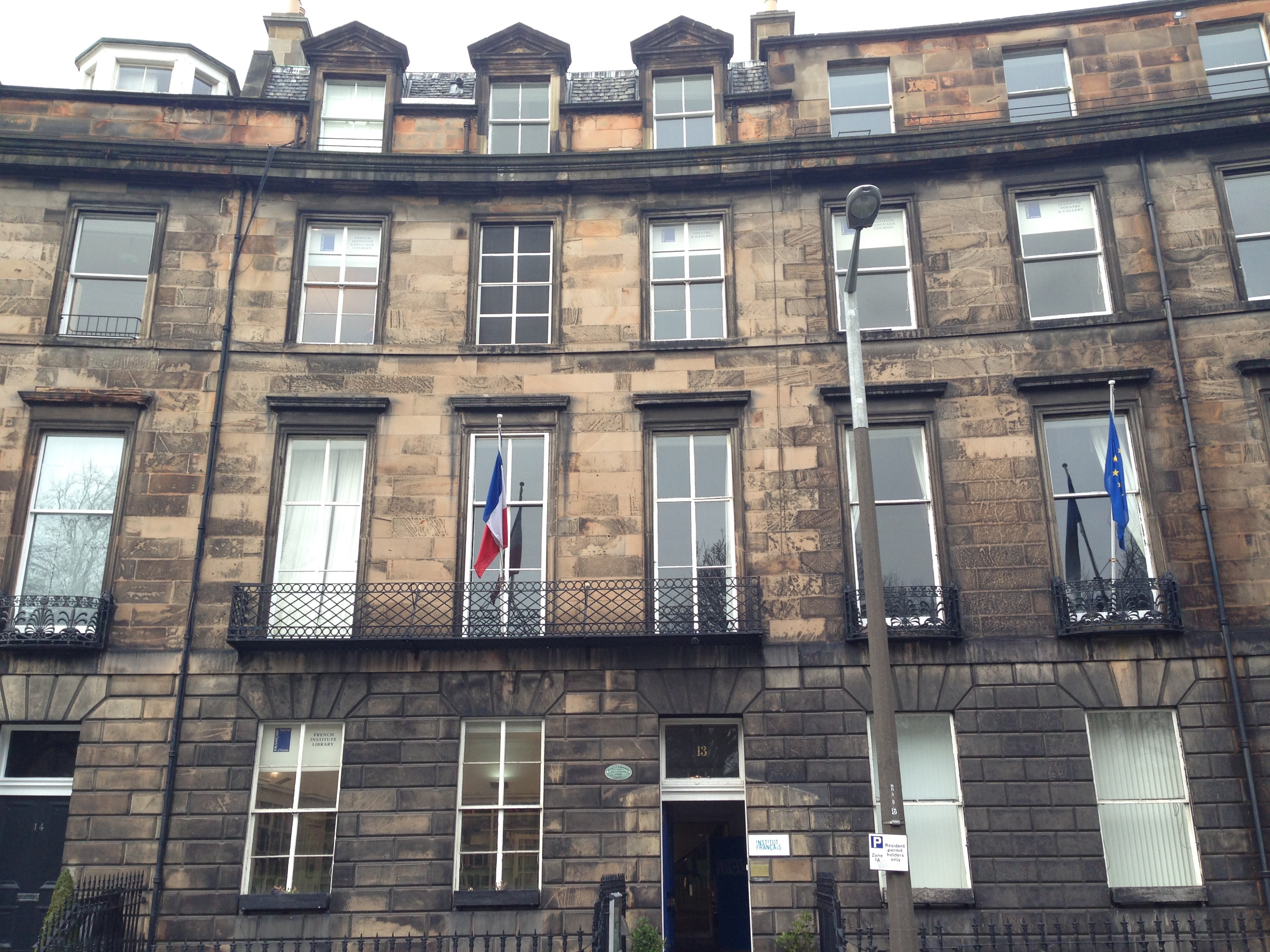
13 Randolph Crescent, Edimburgo, hogar de Flora y Louisa Stevenson, activistas escocesas por los derechos de la mujer

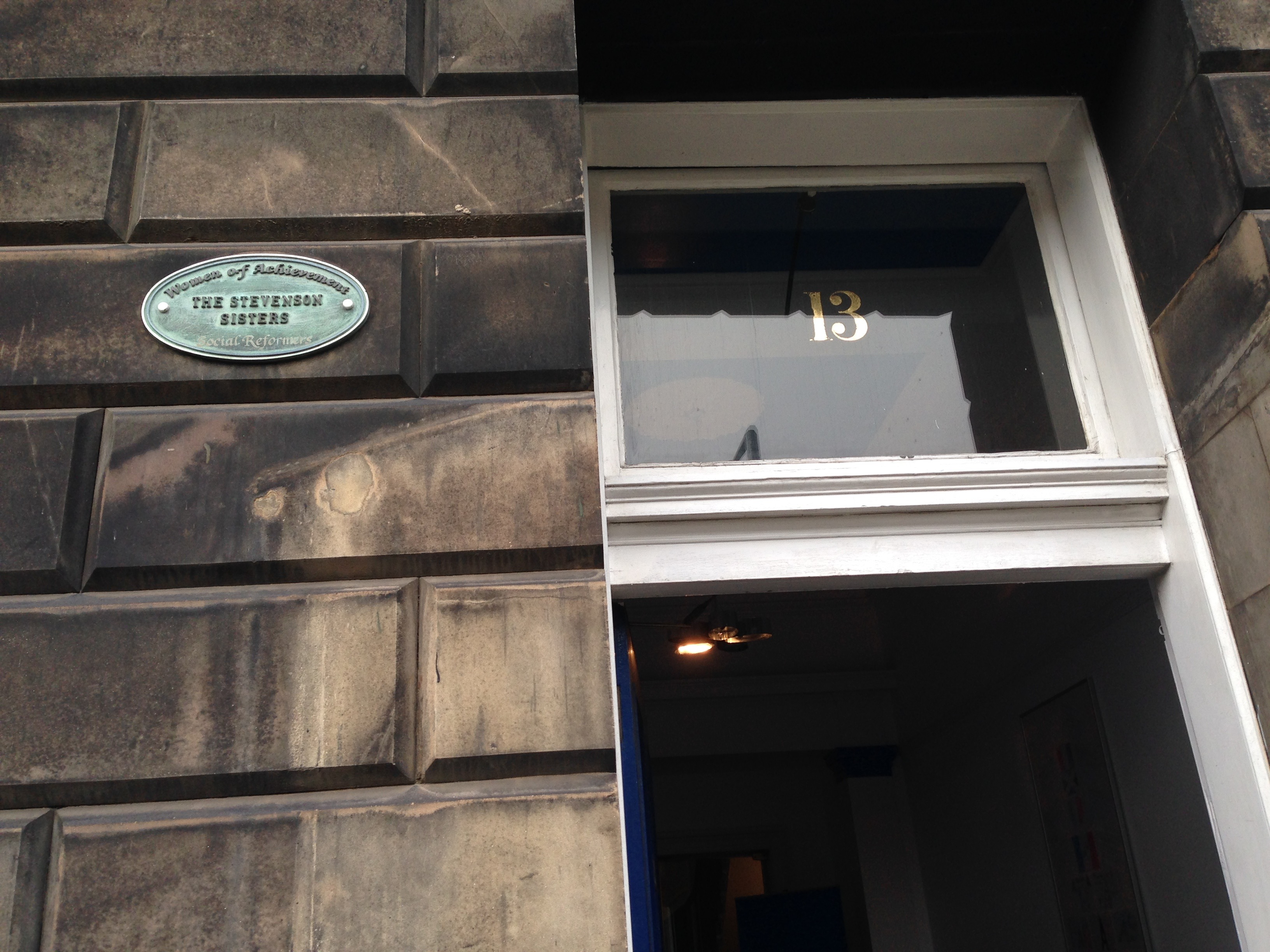
Placa en 13 Randolph Crescent, Edimburgo, hogar de Flora y Louisa Stevenson, activistas escocesas por los derechos de la mujer

Stevenson nació en Glasgow, hija de Jane Stewart Shannan, a su vez hija de Alexander Shannan, un comerciante de Greenock, y de James Stevenson (1786 – 1866), un comerciante de Glasgow. Louisa pertenecía a una gran familia que incluía a su compañera de campaña y hermana Flora, el arquitecto John James Stevenson y el parlamentario James Cochran Stevenson. La familia se mudó a Jarrow en 1844 cuando James Stevenson se convirtió en socio de una planta química. Después de jubilarse en 1854, la familia se mudó a Edimburgo poco antes de que muriera la señora Stevenson, y en 1859 se instalaron en una casa en Randolph Crescent, donde pasaron el resto de sus vidas. Eran cuatro hermanas, Louisa, Flora, Elisa Stevenson (1829 – 1904), una de las primeras sufragistas y miembro fundadora de la Sociedad Nacional de Edimburgo para el Sufragio de la Mujer, a la que también se unieron Louisa y Flora, y Jane Stevenson (1828 – 1904), que tuvo fuerte influencia dentro de la familia pero no participaba en las actividades de sus hermanas más allá del hogar. Cuando su padre murió dejándolas cómodamente establecidas, las Stevenson pudieron contribuir financieramente a varias causas.

## Educación y enfermería
Louisa Stevenson fue miembro y secretaria honoraria de la Asociación Educativa de Damas de Edimburgo (que luego se convirtió en la Asociación de Edimburgo para la Educación Universitaria de la Mujer o EAUEW) y en 1868 ella y Flora asistieron al primer curso de conferencias para mujeres impartido por Profesor David Masson. En aquel momento Sophia Jex-Blake estaba comenzando su campaña para abrir el acceso a la educación médica a las mujeres y Stevenson era tesorera honoraria de un comité formado para apoyar a Jex-Blake y ayudar con los costes legales. Ella y Flora financiaron a su sobrina Alice Stewart Ker para que estudiara medicina en Berna durante un año. Alice se convertiría en la decimotercera doctora británica.
El papel de Stevenson en la EAUEW la llevó a dar testimonio ante una Comisión de Educación Universitaria, contribuyendo así a la Ley de Universidades (Escocia) de 1889, lo que supuso que las universidades escocesas admitieran a mujeres estudiantes desde 1892. Esto condujo a la recaudación de fondos para una residencia de mujeres en la Universidad de Edimburgo, el Masson Hall, que se inauguró en 1897 con Louisa Stevenson como secretaria honoraria.

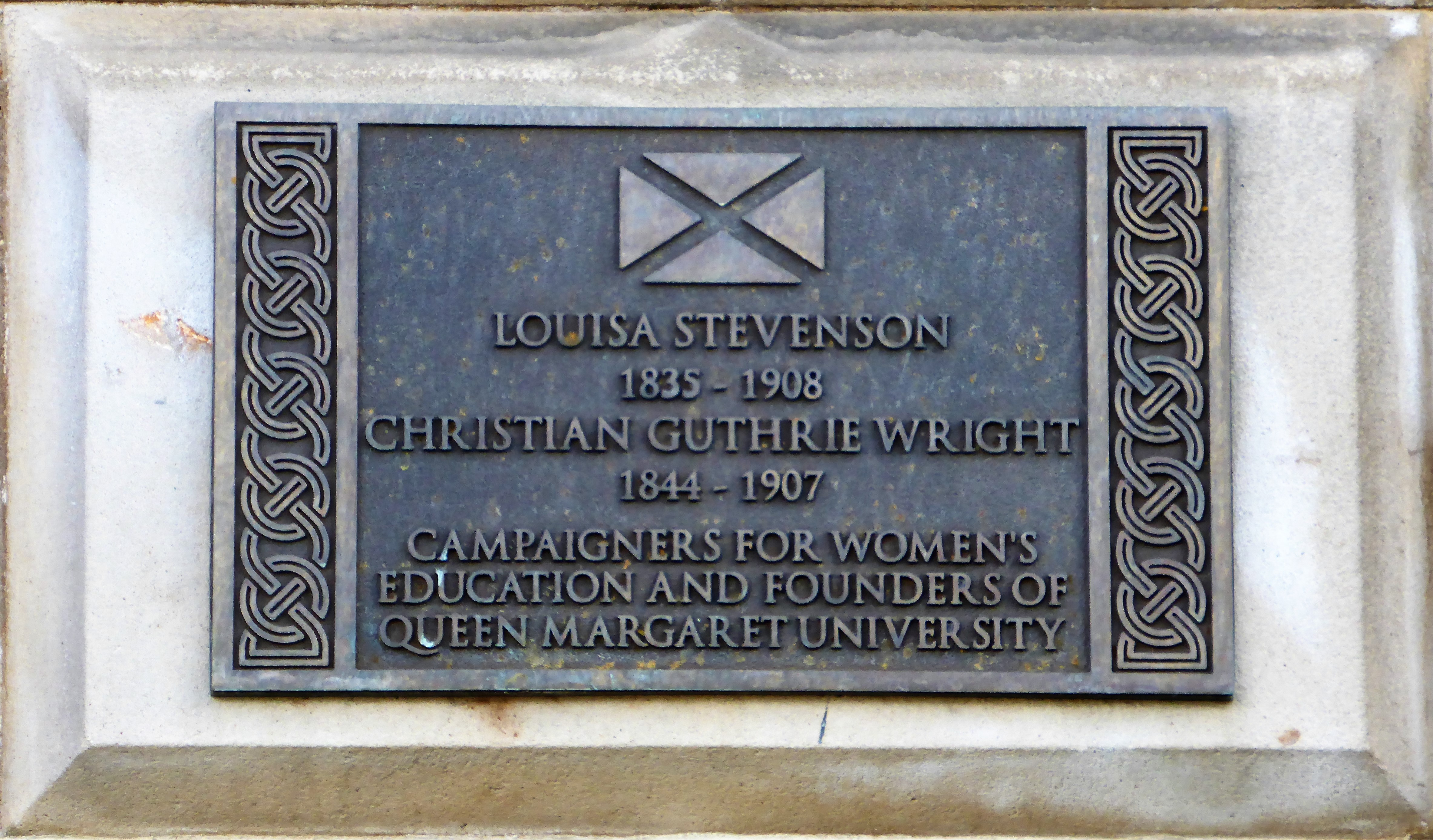
Placa a Louisa Stevenson y Christian Guthrie Wright en 5 Atholl Crescent, Edimburgo

También contribuyó a la educación al cofundar la Escuela de Cocina de Edimburgo en Atholl Crescent, con Christian Edington Guthrie Wright. La escuela bajo los mandos de Ethel Maud De la Cour iba a definir la enseñanza de Economía Doméstica en Escocia. La Escuela de Edimburgo fue precursora de la Universidad Queen Margaret de Edimburgo.
Stevenson se interesó especialmente en la calidad de la enfermería en el albergue para indigentes en su posición como la primera mujer guardiana de la Ley de Asistencia Pública en la ciudad. Ayudó a administrar el Jubilee Nurses Institute (para enfermeras de distrito) y la Organización de enfermería colonial (enfermeras necesarias en distintos lugares del Imperio Británico), y también fue presidenta de la Sociedad para el registro estatal de enfermeras capacitadas.

## Otros intereses

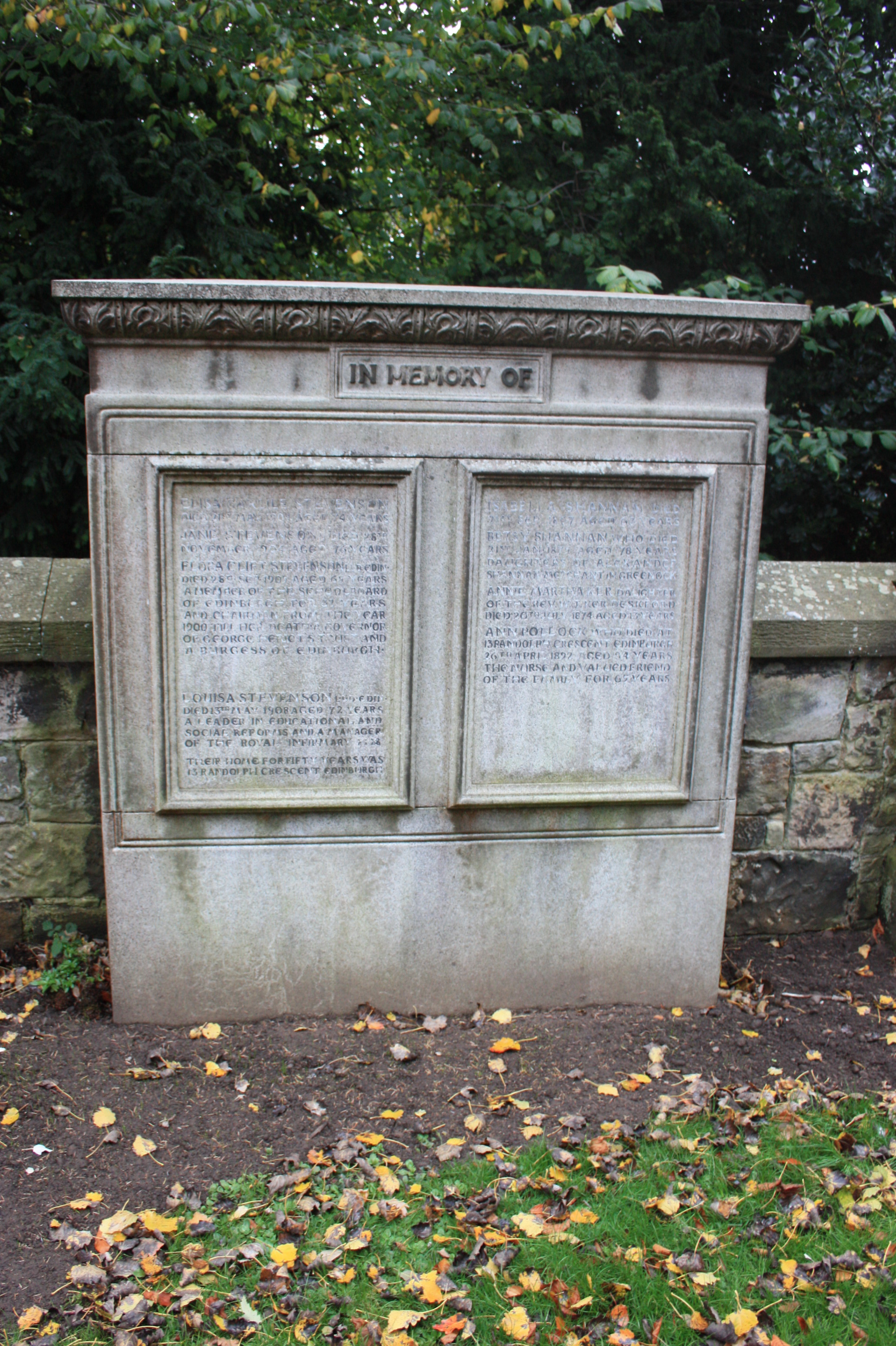
La tumba de Louisa y Flora Stevenson, Dean Cemetery, Edimburgo

Mientras que su hermana Flora fue una de las primeras mujeres en tener una posición en una junta escolar, Louisa fue una de las primeras mujeres elegidas para la junta de un hospital (y reelegida seis veces), y su trabajo fue tan valioso que ella cambió la actitud de un miembro masculino de la junta que al principio se había opuesto a la idea de que una mujer colaborara en la administración del Edinburgh Royal Infirmary. Ella creía que la capacidad de las mujeres para ayudar con la administración del hospital eran iguales a las de los hombres, aunque cada sexo podría aportar una experiencia algo diferente a la tarea. Y también fue una de las dos primeras mujeres elegidas para la junta parroquial de la ciudad (más adelante consejo parroquial) en la que prestó servicios durante diez años.
Toda su vida, Louisa Stevenson apoyó la causa del sufragio femenino y fue miembro del comité ejecutivo de la Unión Nacional de Sociedades de Sufragio Femenino en la década de 1890. En los últimos años de su vida, conoció al Primer ministro Henry Campbell-Bannerman como parte de una delegación de mujeres sufragistas, y en ese mismo año, 1906, recibió un título honorario de Doctora Honoris Causa de la Universidad de Edimburgo.
Murió el 13 de mayo de 1908, en su casa de Edimburgo. Está enterrada con sus hermanas en el cementerio Dean en el oeste de Edimburgo. La tumba se encuentra en el muro sur sobre la terraza sur.
El British Journal of Nursing atribuyó su éxito en todo lo que hizo a su "genial cortesía ", "perseverancia indomable" y "comprensión absoluta del tema en cuestión".